# Rakaia media
Espèce
Rakaia media est une espèce d'opilions cyphophthalmes de la famille des Pettalidae.

## Distribution
Cette espèce est endémique de Nouvelle-Zélande. Elle se rencontre dans les régions de Baie de l'Abondance, de Hawke's Bay et de Manawatū-Whanganui.

## Description
Le mâle holotype mesure 2,32 mm et la femelle paratype 2,46 mm.

## Publication originale
- Forster, 1948 : « The sub-order Cyphophthalmi Simon in New Zealand. » Dominion Museum Records in Entomology, vol. 1, no 7, p. 79–119.